# ناثان دريك

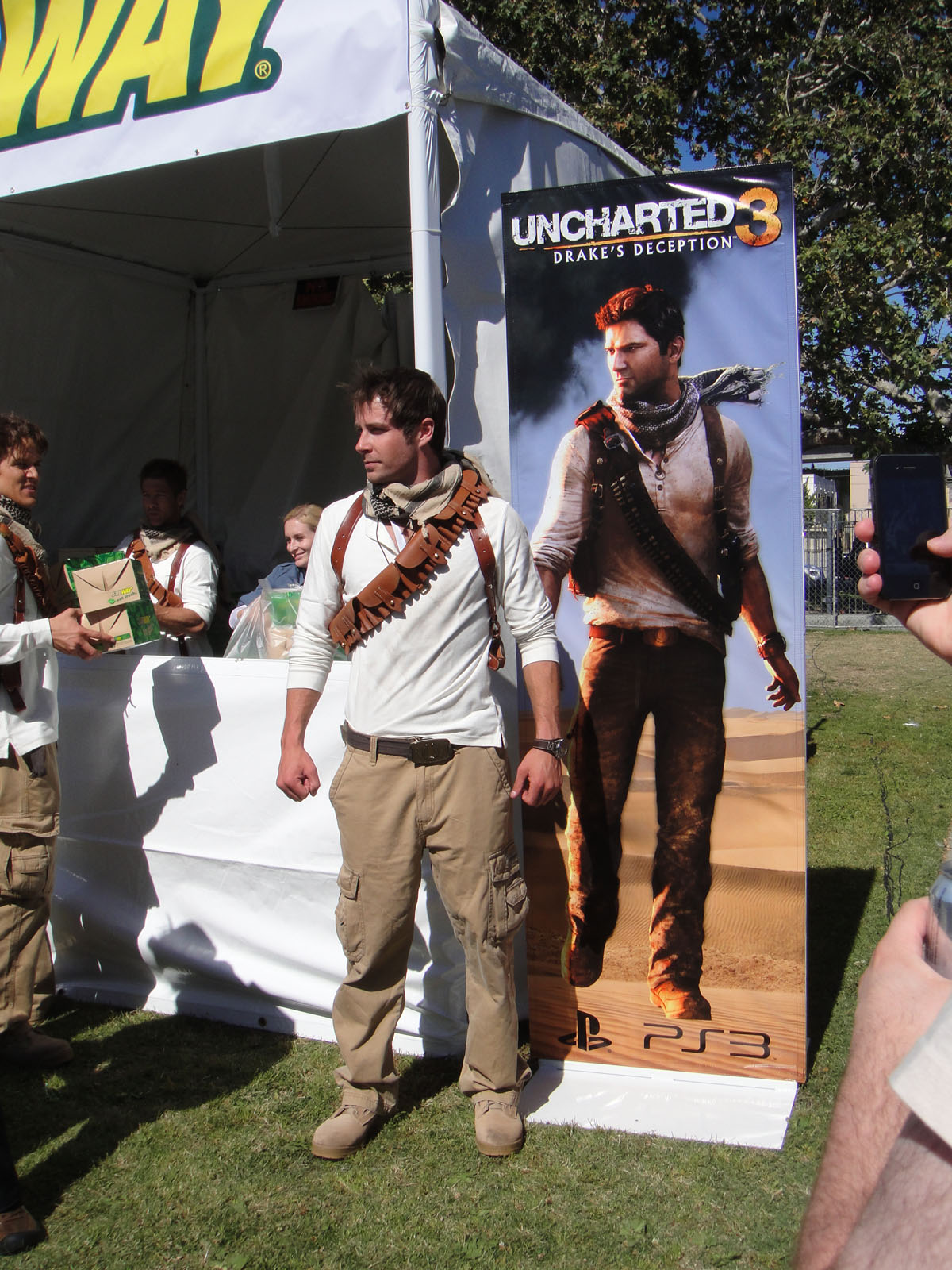
صورة ناثان دريك

ناثان دريك (بالإنجليزية: Nathan Drake)‏ هو شخصية خيالية وبطل سلسلة أنشارتد، التي طورت بواسطة نوتي دوغ. أدى صوته وحركاته الممثل نولان نورث، الذي أثر على شخصية دريك بطابعه الخاص. دريك هو شخصية قابلة لللعب في أنشارتد: دريك فورتشن وأنشارتد 2: أمونغ ثيفز وأنشارتد 3: دريكز ديسبشن وأنشارتد:الهاوية الذهبية، وظهر أيضا في سلسلة القصص المصورة "Uncharted: Eye of Indra" التي تمهد بأحداثها لسلسلة الألعاب.
نوتي دوج بنت شخصية دريك على مظهر وشخصية المتهور جونى نوكسفيل والممثل هاريسون فورد، وأبطال مجلات اللب والروايات والأفلام. ولجعل الشخصية متقبلة، تم ألباسه تي شيرت وجينز، وأعطائه شخصية رجل عادي؛ هو قوي الإرادة ويحب النكت والمزاح في كثير من الأحيان. المصممون ركزوا على إعطائه رد فعل على بيئته؛ مثال على ذلك، هو يتعثر أثناء الركض ويدرك سخافة الموقف الذي هو فيه.
سمي ناثان دريك بجالب الحظ لمنصة الألعاب البلي ستيشن 3، وأزدادت شهرته بأزدياد شهرت المنصة. تصميمه وشخصيته تمت مقارنتها بشخصيات الألعاب والأفلام الأخرى، مثل لارا كروفت وإنديانا جونز. العديد من المراجعين قالوا أن دريك شخصية محبوبة وواقعية، وأشاروا على أنه مثال نادر لشخصية ذات طابع جسديا جذاب لم يتم أستغلالها من قبل المصممين كرمز جنسي.
أدرجت شخصية ناثان دريك في لعبة نجوم بلاستيشن (PlayStation All Stars Battle Royale).